# IC 2944
IC 2944 — галактика типу EN (емісійна туманність) у сузір'ї Центавр. Відома також під назвою «Туманність курки, що біжить». Відкрита південонафриканським астрономом А.Д.Такерайя в 1950 році за допомогою телескопа Хаббла.
Цей об'єкт міститься в оригінальній редакції індексного каталогу.